# 伊万·马穆特
伊万·马穆特（1997年4月30日—）是一名克罗地亚职业足球員，司职前鋒。现效力于马来西亚超级足球联赛俱乐部登嘉楼。

## 荣誉
卡拉奧華大學
- 羅馬尼亞盃：2021–22冠军